# La Construcción Moderna
La Construcción Moderna fue una revista de arquitectura editada en la ciudad española de Madrid entre 1903 y 1936

## Historia
Fundada por el ingeniero militar Eduardo Gallego Ramos y el arquitecto Luis Sainz de los Terreros, que llegó a ser una de las principales publicaciones de dicha temática en España, junto a la barcelonesa Arquitectura y Construcción.
En ella se mantuvieron posiciones opuestas a la arquitectura modernista. La revista, en donde se publicaban avances de nuevos materiales, a mediados de los años 1910 todavía no se hacía eco de proyectos de ingeniería. Desde sus páginas se defendería ya en la década de 1920 el uso del hormigón, así como, a finales de la década, se haría eco en sus páginas de los principios de la organización científica del trabajo.
Entre sus colaboradores se encontraron nombres como Luis María Cabello y Lapiedra, Teodoro de Anasagasti, Enrique María Repullés, Vicente Lampérez y Leopoldo Torres Balbás, entre otros.